# Litoria serrata
Litoria serrata é uma espécie de anfíbio anuro da família Hylidae. Está presente na Austrália. A UICN classificou-a como deficiente de dados.